# Deca-Dence
Deca-Dence (デカダンス Dekadansu?) es una serie de anime original producida por el estudio NUT y dirigida por Yuzuru Tachikawa.
La serie se emitió del 8 de julio al 23 de septiembre de 2020.  Funimation obtuvo la licencia fuera de Asia. Tras la adquisición de Crunchyroll por parte de Sony, la serie se trasladó a la plataforma Crunchyroll.

## Sinopsis
Han pasado muchos años desde que la humanidad fue prácticamente extinguida a raíz de la aparición de los Gadoll, una nueva forma de vida. Los humanos que lograron sobrevivir residen ahora en una fortaleza en movimiento, a 3000 metros de altura y de nombre Deca-dence para protegerse de la amenaza de los Gadoll. Los habitantes de Deca-Dence pueden dividirse en dos categorías: Gears, los guerreros que luchan a diario con los Gadoll, y Tankers, que no tienen capacidades de combate.
Un día, Natsume, una chica Tanker que sueña con convertirse en un Gear, conoce a Kaburagi, un encargado de reparar armaduras en Deca-dence. Este afortunado encuentro entre dos personalidades aparentemente opuestas, la chica de positiva actitud que nunca abandona su sueño y el hombre realista que dijo adiós al suyo, cambiará el futuro del mundo.

## Personajes

### Principales
Natsume (ナツメ?)
Seiyuu: Tomori Kusunoki, Denisse Leguizamo (español latino)
Kaburagi (カブラギ?)
Seiyuu: Katsuyuki Konishi, Mario Filio (español latino)

### Humanos
Fennel (フェンネル Fenneru?)
 Seiyū: Eiji Takeuchi, Samuel Oseguera (español latino)
Fei (フェイ?)
 Seiyū: Mei Shibata, Effy Estrada (español latino)
Linmei (リンメイ Rinmei?)
 Seiyū: Yoshino Aoyama, Nadia Lujambio (español latino)
Kurenai (クレナイ?)
 Seiyū: Eri Kitamura, Cristina Hernández (español latino)

### Cyborgs
Hugin (フギン?)
 Seiyū: Takehito Koyasu, Bernardo Rodríguez (español latino)
Munin (ムニン?)
 Seiyū: Kotono Mitsuishi, Lupita Macedo (español latino)
Minato (ミナト?)
 Seiyū: Kōsuke Toriumi, Arturo Mercado Jr. (español latino)
Donatello (ドナテロ?)
 Seiyū: Rikiya Koyama, Gerardo Vásquez (español latino)
Jill (ジル?)
 Seiyū: Michiyo Murase, por confirmar (español latino)
Sarkozy (サルコジ?)
 Seiyū: Yūji Ueda, Daniel Valladares (español latino)
Turkey (ターキー?)
 Seiyū: Yutaka Aoyama, Erick Padilla (español latino)
Mikey (マイキー?)
 Seiyū: Taito Ban, Rubén Quezada (español latino)

### Gadoll
Pipe (パイプ Paipu?)
 Seiyū: Eri Kitamura

## Producción y lanzamiento
El proyecto fue anunciado el 5 de julio de 2020 por Kadokawa. Está dirigido por Yuzuru Tachikawa, con guiones de Hiroshi Seko, diseño de personajes de Pomodorosa y Shinichi Kurita y la música de Masahiro Tokuda. La serie se emitió oficialmente del 8 de julio al 23 de septiembre de 2020 en AT-X y otros canales. El tema de apertura, "Theater of Life", fue interpretado por Konomi Suzuki, mientras que el tema de cierre, "Kioku no Hakobune", fue interpretado por Kashitarō Itō. Funimation obtuvo la licencia fuera de Asia. Tras la adquisición de Crunchyroll por parte de Sony, la serie se trasladó a Crunchyroll obteniendo la licencia de la serie fuera de Asia. Plus Media Networks Asia obtuvo la licencia de la serie en el Sudeste Asiático.
El 1 de octubre de 2021, Funimation anunció que la serie recibió un doblaje en español latino, que se estrenó el 7 de octubre del mismo año. Tras la adquisición de Crunchyroll por parte de Sony, el doblaje se trasladó a Crunchyroll.

## Música
- Opening: "Theater of Life" por Konomi Suzuki
- Ending: "Kioku no Hakobune" por Kashitarou Itou